# Raionul Kotelva, Poltava
Kotelva (în ucraineană Котелевський район, transliterat: Kotelevskîi raion) este un raion în regiunea Poltava, Ucraina. Reședința sa este așezarea de tip urban Kotelva.

## Demografie
Componența lingvistică a raionului Kotelva
     Ucraineană (97,17%)
     Rusă (2,44%)
     Alte limbi (0,2%)
Conform recensământului din 2001, majoritatea populației raionului Kotelva era vorbitoare de ucraineană (97,17%), existând în minoritate și vorbitori de rusă (2,44%).